# Claire Deschênes
Claire Deschênes (née en 1954) est une ingénieure québécoise de génie mécanique, professeure en génie au Département de génie mécanique de l'Université Laval et membre de l'Ordre du Canada. Elle est la première femme professeur de génie à la Faculté des sciences et de génie de l'Université Laval et est une experte en technologie des turbines hydrauliques, hydrodynamique et mécanique des fluides.

## Formation
Alors que Claire Deschênes étudie dans un programme de cégep (collège d’enseignement général et professionnel), son père décède et une sclérose en plaques est diagnostiquée à sa mère. Claire Deschênes qui étudie depuis deux ans au cégep en psychologie, prend alors un an de congé pour prendre soin de sa mère, puis termine son cégep avec une année en mathématiques, sciences physiques et biologie. Pendant ses études de premier cycle à l'université Laval, elle se spécialise en génie mécanique, citant comme raison d'aller en sciences le désir d'avoir une carrière stable, car elle pourrait devoir un jour aider les membres de sa famille.
Elle est la seule femme de sa cohorte en génie mécanique. Après l'obtention de son baccalauréat en 1977, elle travaille par la suite deux ans pour Hydro-Québec en tant qu'ingénieure junior, où elle s'initie au domaine des turbines hydrauliques. Elle entame par la suite une maîtrise en analyse numérique des écoulements dans les labyrinthes des roues de turbines hydrauliques. Munie d'une bourse d'études de l'Université Laval lui garantissant un emploi à son retour, elle poursuit des études doctorales en mécanique des fluides numérique à l'Institut polytechnique de Grenoble, dont elle obtient un diplôme de doctorat en 1990.
À son retour au Québec, elle devient la première professeure d'ingénierie de l'histoire de la Faculté des sciences et de génie de l'Université Laval.

## Carrière
Claire Deschênes fonde le Laboratoire de Machines Hydrauliques (LAMH) en 1989, un centre de recherche sur les turbines hydrauliques. En 2007, Claire Deschênes créé le Consortium en machines hydrauliques, une collaboration université-industrie, comprenant Hydro-Québec et Ressources naturelles Canada, afin de mener des recherches sur les turbines hydrauliques de grande puissance. Le Consortium reçoit le soutien de l'industrie et des subventions fédérales (dont celles de la Fondation canadienne pour l'innovation (en) (FCI) et des subventions de recherche et développement collaboratif du CRSNG) afin d'acheter de l'équipement pour mener des recherches en collaboration, tel que l'analyse numérique des modèles d'écoulement des turbines en 3D, ou l'étude des facteurs qui influent sur la durabilité des turbines à faible charge. Les découvertes de Claire Deschênes ont conduit à une meilleure compréhension des turbines et de la technologie hydroélectrique.
Claire Deschênes est l'une des cinq scientifiques nommées par le CRSNG pour diriger les chaires régionales CRSNG/Alcan vouées aux femmes en sciences et en génie. Elle occupe ce poste de 1997 à 2006. Elle cofonde trois organismes à but non lucratif pour encourager et promouvoir la présence des femmes en sciences et en génie : l'Association de la Francophonie à propos des Femmes en Sciences, Technologie, Ingénierie et Mathématiques (AFFESTIM), l'International Network for Women Engineers and Scientists (INWES) et l'INWES Education and Research Institute.
Claire Deschênes a également été directrice de la revue savante Recherches féministes.

## Prix et distinctions
- 2021 : Nommée professeure émérite de l’Université Laval[7]
- 2021 :  Chevalière de l'Ordre national du Québec[6]
- 2020 : Prix Lionel-Boulet, première femme à recevoir ce prix[8]
- 2019 :  Membre de l'Ordre du Canada, pour « sa contribution à la recherche et à l’enseignement en génie mécanique et pour sa promotion remarquable des femmes en sciences et ingénierie »[4]
- 2019 : Docteure honoris causa en génie de l'Université de Sherbrooke pour son travail sur les machines hydrauliques et sa promotion des sciences et du génie auprès des femmes[3]
- 2016 : Doctorat honorifique de l'Université d'Ottawa afin de souligner le caractère exceptionnel de sa contribution au domaine de recherche sur les turbines hydrauliques[9]
- 2016 : Lauréat Le Soleil/Radio-Canada en  « Science et recherche »[10]
- 2014 : Prix Synergie pour l’innovation du CRSNG[7]